# Гисенский университет
Гисенский университет имени Юстуса Либиха (нем. Justus-Liebig-Universität Gießen) — старейший университет города Гисена.

## История

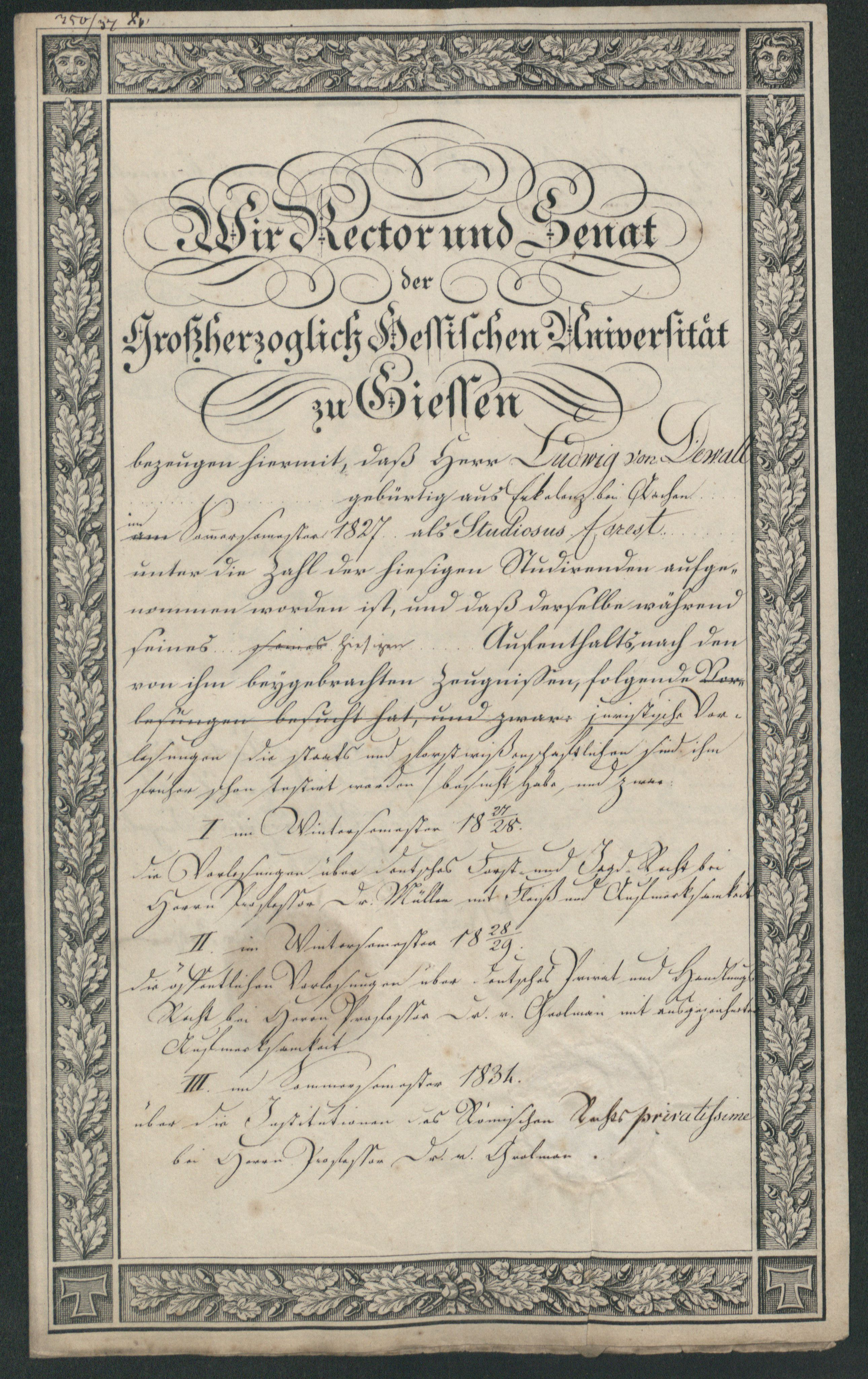
Диплом 1834 г. — источник: Государственный Архив в Познани

Гисенский университет был основан в 1607 году ландграфом Людвигом V в Гессен-Дармштадте как Гисенская академия.
До 1945 года назывался Университетом Людвига (нем. Ludwigsuniversität).
Уцелевшая к концу Второй мировой войны часть университета была преобразована в Институт земледелия и ветеринарии имени Юстуса Либиха (нем. Justus-Liebig-Hochschule für Bodenkultur und Veterinärmedizin), который в 1957 году (350 лет после основания) снова получил статус университета.

## Структура

### Факультеты
С 1999 года в Гисенском университете обучают по одиннадцати специальностям
1. Юриспруденция
2. Экономика
3. Общественные науки и культура
4. История и культура
5. Языковедение, литература и культура
6. Психология и спорт
7. Математика и информатика, физика, география
8. Биология и химия
9. Агрономия, трофология и окружающая среда
10. Ветеринария
11. Медицина

### Партнёрские институты
1. Университет штата Канзас (США)
2. Лодзинский университет (Польша)
3. Висконсинский университет в Мадисоне (США)
4. Казанский приволжский федеральный университет (бывший Казанский государственный университет)

Гисенский университет также кооперирует с другими университетами в разных странах.

## Известные преподаватели и выпускники
- Брауне, Теодор Вильгельм (1850—1926) — германист.
- Браунс, Рейнхард (1861—1937) — нем. минералог.
- Картхойзер, Фридрих Август (1734—1796) — профессор.
- Ритген, Хуго фон (1811—1889) — профессор архитекторы.
- Синтенис, Карл Фридрих Фердинанд (1804—1868) — немецкий юрист.
- Штаде, Бернгард (1848—1906) — протестантский богослов.
- Фёбус, Филипп (1804—1880) — немецкий врач и фармаколог.
- Юнгерман, Людвиг (1572—1653) — немецкий ботаник и врач.